# Куракин, Семён Дмитриевич
Князь Семён Дмитриевич Куракин — голова и воевода во времена правления Ивана IV Васильевича Грозного.
Из княжеского рода Куракины. Младший сын князя и боярина Дмитрия Андреевича Куракина († 1570). Имел старшего брата князя Ивана Дмитриевича († 1566).

## Биография
Весною 1576 года второй голова при боярине, князе Мстиславском в Большом полку в Серпухове. В 1577 году есаул в Государевом полку в походе в Лифляндию, голова у надзирания ночных сторожей, находился в стану Государя. В этом же году первый воевода на крымском рубеже от набега татар. В 1578 году первый воевода Сторожевого полка на берегу Оки в Орлике, потом письменный голова в войсках под Молодями против татар, а после первый воевода в Резице и по взятии литовцами Невчина велено ему идти с пушками к городу для осады.

## Семья
Имел детей:
1. Князь Куракин Иван Семёнович († 1632) — боярин.
2. Княжна Мария Семёновна († 1620) — жена кравчего князя Ивана Петровича Буйносова-Ростовского.